# Hamiltonella defensa
Hamiltonella defensa ist eine Spezies (Art) gramnegativer endosymbiotischer Bakterien in verschiedenen Insekten-Wirten.
Die LPSN (List of Prokaryotic names with Standing in Nomenclature) listet Hamiltonella defensa als bisher einzige Art (mit Kandidatenstatus) in der aktuell noch gar nicht als solcher charakterisierten Gattung „Hamiltonella“ (Stand 3. September 2021), d. h. monotypisch.
„Hamiltonella“ bzw. Hamiltonella defensa gehört zur Familie der Enterobacteriaceae und ist verwandt mit der Gattung Photorhabdus und der Spezies Regiella insecticola.  Man geht davon aus, dass der Vorfahr der Hamiltonella-Bakterien ein nichtsymbiotisches gramnegatives Bakterium war, das den heutigen Enterobacteriaceae wie Escherichia coli ähnelt.
H. defensa ist ein Modellorganismus für eine defensive Endosymbiose, die beispielsweise Erbsenblattläuse vor parasitoiden Wespen schützt.
Diese Endosymbiose ist nicht obligatorisch, da das Bakterium für das Überleben des Insekts verzichtbar ist und in der Natur auch nicht infizierte Insektenwirte vorkommen.
Andere Formen von H. defensa kommen als mutualistische Endosymbionten in Mottenschildläusen vor.

## Etymologie
Hamiltonella defensa wurde nach dem Evolutionsbiologen William D. Hamilton benannt. Das Namens-Epitheton kommt von lateinisch defensa ‚verteidigend‘.

## Wirte
Zu den Insektenwirten von H. defensa und mutmaßlichen Mitgliedern einer Gattung „Hamiltonella“ gehören:
- Blattläuse, insbesondere:

- Erbsenlaus (Acyrthosiphon pisum)
- Sitobion miscanthi (englisch Indian grain aphid, de. etwa „Miscanthus-Getreideblattlaus“)

- Mottenschildläuse, wie:

- im sog. Tabakmottenschildlaus-Komplex (Bemisia tabaci), einem „Komplex“ mehrerer kryptischer Arten die beiden folgenden Kryptospezies:

- Mediterranean (MED)
- Middle East-Asia Minor 1 (MEAM1)

- Gewächshausmottenschildlaus (Trialeurodes vaporariorum)

- Schaumzikaden, darunter:

- Feldschaumzikade  (Neophilaenus campestris)
- Wiesenschaumzikade  (Philaenus spumarius)

## Beschreibung

Fluoreszenz-in-situ-Hybridisierung (FISH): H. defensa (grün) und Portiera aleyrodidarum (rot) in der Tabakmottenschildlaus B. tabaci f. sp. MEAM1, Hellfeld (E) und Dunkelfeld (F).

Die Hamiltonella-Endosymbionten leben in ihrem Wirt, indem sie dessen Immunreaktionen umgehen. Dafür schützen sie ihn (zusammen mit anderen Endosymbionten) vor Angriffen parasitoider Wespen.
Viele der Hamiltonella-Zellen sind intrazellulär zu finden, häufig in den so genannten Bakteriozyten, spezialisierten Zellen, die von den Wirten bereitgestellt werden.
Andere finden sich extrazellulär, und zwar häufig in speziellen, vom Wirt zur Verfügung gestellten Kompartimenten wie den Darmkrypten (en. gut crypts, vgl. Lieberkühn-Krypten), weniger im Hämocoel des Wirts.
In den Blattläusen teilt H. defensa die Bakteriozyten mit dem „primären“ (d. h. obligaten) Endosymbionten Buchnera aphidicola. Im Gegensatz dazu dieser Endosymbiont in den Tabakmottenschildläusen die Bakteriozyten mit deren obligaten Endosymbionten (Candidatus) Portiera aleyrodidarum.
Die Hamiltonella-Endosymbionten werden mütterlich (vertikal auf die Nachkommen) oder sexuell (horizontal auf die Sexualpartner) übertragen.

## Systematik
Durch die Ko-Evolution der Hamiltonella-Endosymbionten und ihrer Wirte gibt es eine weitgehende Entsprechung von Insektenspezies und Hamiltonella-Sonderformen (formae speciales) oder gar (vorgeschlagenen/mutmaßlichen) Spezies, ähnlich wie bei der Bakteriengattung Buchnera.
Die folgende Systematik (Auswahl mit Stand 3. September 2021) folgt dem National Center for Biotechnology Information (NCBI), der Vorsatz „Candidatus“ ist der besseren Lesbarkeit wegen weggelassen:
Gattung  „Hamiltonella“ – als Gattung noch nicht charakterisiert (LPSN)
- Spezies Hamiltonella defensa Moran et al. 2005 – „Typus“[5]

- Sonderform Hamiltonella defensa 5AT (Acyrthosiphon pisum) – Wirt: Erbsenlaus
- Sonderform Hamiltonella defensa (Bemisia tabaci) – Wirt: Tabakmottenschildlaus (Komplex von Kryptospezies)

- Spezies Hamiltonella endosymbiont of Neophilaenus campestris – Wirt: Feldschaumzikade
- Spezies Hamiltonella endosymbiont of Philaenus spumarius – Wirt: Wiesenschaumzikade
- Spezies Hamiltonella endosymbiont of Trialeurodes vaporariorum – Wirt: Gewächshausmottenschildlaus
- Spezies Hamiltonella symbiont of Sitobion miscanthi – Wirt: Sitobion miscanthi (englisch Indian grain aphid)

## Genom und Proteom
- Sonderform Hamiltonella defensa (Bemisia tabaci):

Die Genomsequenz des Tabakmottenschildlaus-Endosymbionten H. defensa wurde in den Grundzügen (Entwurf, en. draft) im Jahr 2012 veröffentlicht. Das Genom hat eine Länge von  1.84 Mbp (Megabasenpaare) und hat mutmaßlich 1.806 Protein-kodierende Gene.
- Sonderform Hamiltonella defensa 5AT (Acyrthosiphon pisum)

Das Genom von enthält ein zirkuläres Segment („Chromosom“) mit 2.110.331 Bp und ein konjugierendes Plasmid mit 59.034 Bp.
Diese Sonderform von H. defensa ist auch von 2 der 10 essenziellen Aminosäuren abhängig, die vom primären Endosymbionten Buchnera produziert werden.
Sie verfügt über sechs verschiedene Sekretionssysteme, die den Export von Proteinen durch die innere und äußere Membran vermitteln.
Das Genom von H. defensa ist damit deutlich kleiner als das der verwandten Arten Yersinia und Serratia.
Trotz dieser Abhängigkeit und seiner begrenzten biosynthetischen Fähigkeiten hat sich H. defensa mehr Gene und Signalwege für Zellstrukturen und -prozesse (DNA-Replikation, Rekombination und Genreparatur) bewahrt als das bei obligaten Endosymbionten üblicherweise der Fall ist.
Darüber hinaus enthält H. defensa mobile DNA, darunter von Bakteriophagen stammende Gene, Plasmide und Insertionssequenzelemente, die eine hohe Dynamik des Genoms von H. defensa bewirken und auch von einer bedeutenden Rolle des horizontalen Gentransfers zeugen.
Die in H. defensa vorhandenen Proteine variieren erheblich in ihrer Länge.

## Viren

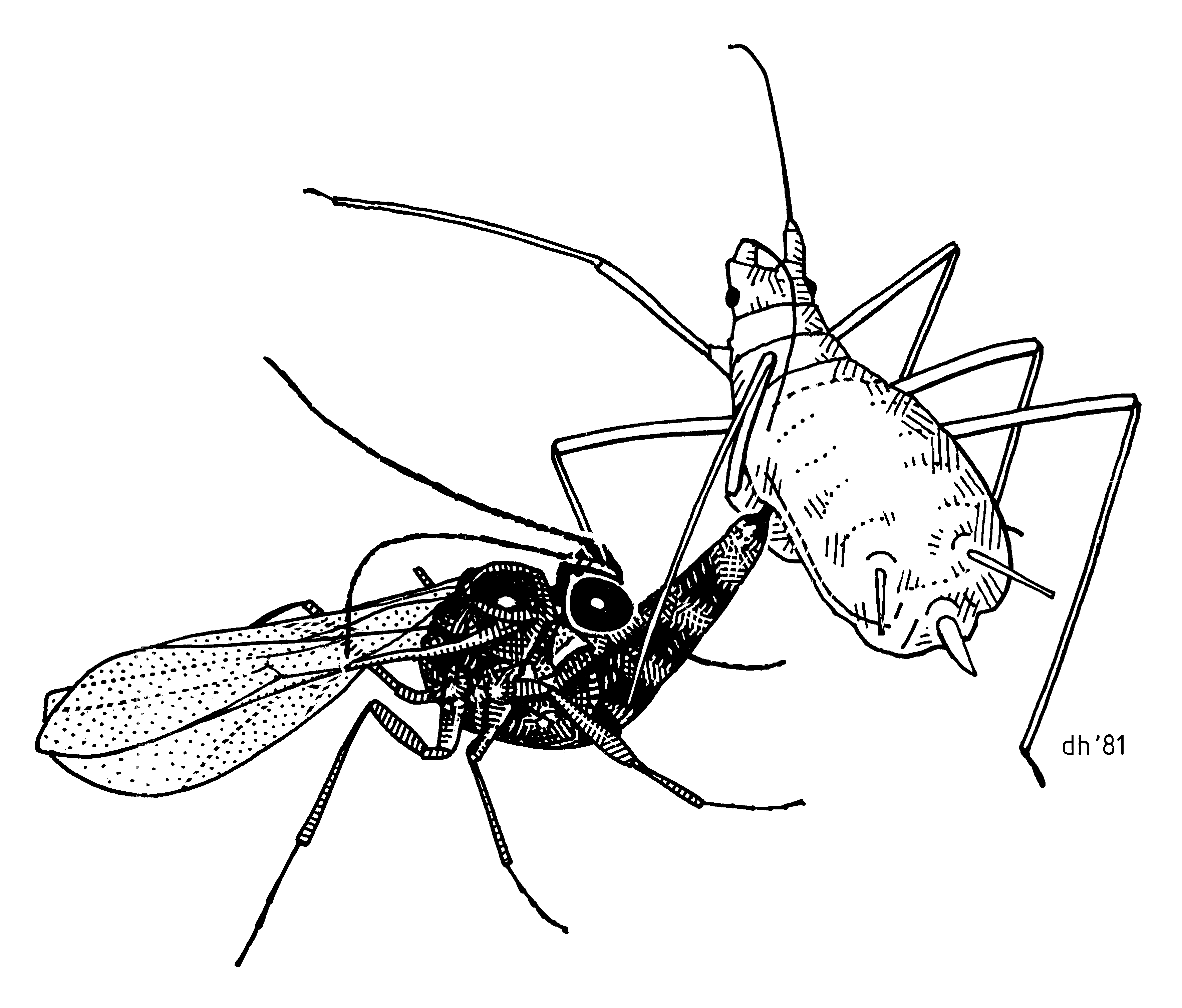
Aphidius sp., eine Erbsenblattlaus attackierend

H. defensa 5AT (Acyrthosiphon pisum) hat die defensive Wirkung für ihren Wirt gegen die parasitoide Wespen (Brackwespen Aphidius ervi Haliday, 1834, aber auch A. eadyi Stary, Gonzalez & Hall, 1980).
Das Wespenweibchen legt ein Ei in den Hämocel einer Blattlaus, und während es sich entwickelt, tötet das Ei seinen Wirt. In Gegenwart von dieser Form von H. defensa wird die Entwicklung des Eies im Larvenstadium blockiert.
Dies erfolgt aber nur, wenn diese Bakterien mit einem bestimmten Virus (d. h. einem Bakteriophagen) infiziert ist, dem lambda-like bacteriophage APSE (Hamiltonella virus APSE, offiziell Sendosyvirus, mit den Spezies Hamiltonella virus APSE1 und Hamiltonella virus APSE2; weitere Varianten wie „Hamiltonella virus APSE3“ und APSE4 bis 7 sind vorgeschlagen).
Etymologie: APSE ist ein Akronym für Acyrthosiphon pisum secondary endosymbiont, der Namensbestandteil „Sendosy-“ der Virusgattung ist eine Zusammenziehung aus secondary endosymbiont.